# Папірня в Буську
Папірня в Буську — найдавніша з-поміж 146 відомих в Україні мануфактур із виробництва паперу, зведена у Буську у 1539–1541. Проіснувала до 90-х років XVIII століття.

## Проблема хронології
На думку львівського музеєзнавця і бібліографа Мечислава Ґембаровича, Буська папірня була заснована близько 1546 на південному передмісті Ліпибоки над боковою затокою Бугу, яка пізніше отримала назву «Папірницький став». Свої аргументи щодо хронології виробництва буського паперу на базі аналізу історичних джерел та фактів і конкретних зразків продукції Буської папірні висунув львівський історик та архівіст Орест Мацюк. Зважаючи на те, що з 1538 Буське староство посідав шляхетський рід Гурків, родовим гербом яких був герб Лодзі, і той факт, що найдавніша філігрань з цим гербом датується 1541 роком, О. Мацюк вважає логічним співвіднести заснування Буської папірні у проміжку між 1539–1541 роками. Герб Буська на філігранях Буської папірні з'являється лише у 1550 році.

## Історичні факти
У 1541–1588 Папірня була власністю буських старостів Гурків, які здавали її різним орендарям. Наприклад, як свідчать архівні документи, у 1568 тут працював Іван Папірник, а у 1569 — Бартоломей та Кобілка.
Найбільш інтенсивна діяльність папірні припадає на середину XVI століття, коли її продукція користувалася великим попитом на львівському ринку. Майже всі міські гродські та земські книги Львова, Буська, Белза, Галича і Теребовлі писалися переважно на папері буського виробництва, що свідчить про рівень його популярності та поширення. Буський папір у значній кількості трапляється і у Східній Україні, і у Великому князівстві Литовському.
На папері з філігранями Буської папірні надрукована, зокрема, Острозька Біблія (1581) Івана Федоровича. З архівних документів відомо, що Іван Федорович під час другого перебування у Львові мав тісні зв'язки з Буською папірнею і значну кількість паперу місцевого виробництва використовував для потреб друкарства. У документах від 1584 вказано, що власник або орендар Буської папірні Бартоломей заборгував значну суму грошей (100 злотих) синові Івана Федоровича, відомому у той час львівському палітурнику (інтролігатору) Івану Друкаревичу.
У 1575 внаслідок татарського нападу на Буськ Папірня перестає діяти на три роки. Відбудова папірні починається тільки у 1578. У поборових книгах 1573–1586 років є згадка про папірню в Буську біля млина з одним колесом.
У 1588 власником папірні стає новий староста Буська Станіслав Тарновський. Відтоді на буських філігранях з'являється герб Леліва.
У 1619–1629 папірня належить буському старості Івану Даниловичу, який маркував папір філігранями з гербом Леліва, а пізніше гербом Сас. У цей час на папірні працюють Іван Грим — «майстер папірні» та його «братанок» Захарій (1623).
Наступний власник папірні буський староста Станіслав Конєцпольський позначав папір родовим гербом Побуг. У 30-тих роках XVII століття на папірні працює майстер Яків Черкас: у 1635 він вів судову суперечку через борг у 240 злотих з Яковом Шмойловичем та Лейбою Якобовичем. А у 1639 році у Якова Черкаса виникла нова суперечка з Валентином Крешівським, який наклав арешт на маєток папірника. Після цього папірня перейшла у власність до Петра Собанковича.
Внаслідок українсько-польської війни папірня вщент знищена разом із цілим Буськом військами Богдана Хмельницького у 1654 році.
Далі з перервами у роботі підприємство пропрацювало до 1714 року — коли його зруйнувала велика повінь на Західному Бузі. За інформацією Венедикта Площанського, відбудова папірні та греблі розпочалася лише у 1765 році.
Робота Папірні була відновлена лише у 1780 році, перша її філігрань відома на документах за 1783 рік, остання — за 1788 рік. Власником підприємства був австрієць Іван-Фредерік Прешль, власник шкіряної фабрики у Буську. За інвентарним списком 1785 року, буський папірник Іван Рагановський сплачував фільварку оренду у розмірі 8 флоренів і одну чвертку пшениці.
Остання згадка про діяльність Буської папірні датована 90-х років XVIII століття.

## Продукція папірні
Окрім писального та друкарського паперу, папірня в Буську випускала ще й так званий «промисловий» папір, який (після спеціальної обробки жиром та оливою) використовували як замінник віконних шибок. Поряд з міхурами тварин його використовували по всій Україні, як більш дешевий відповідник дорогого на той час матеріалу — скла.

## Локалізація
Точна локалізація будівлі Буської папірні невідома. Частина передмістя, де, імовірно, розташовувалося підприємство, місцеві жителі досі називають «Папірнею». У 1990-х роках мікротопонім, окрім того, став офіційною назвою вулиці.

## Дослідники
Історію буського паперу та філіграней Буської папірні досліджували Шнайдер Антоні, Венедикт Площанський, Іван Крип'якевич, Мечислав Ґембарович, Орест Мацюк, Віктор Романовський.